# 马丁斯代尔

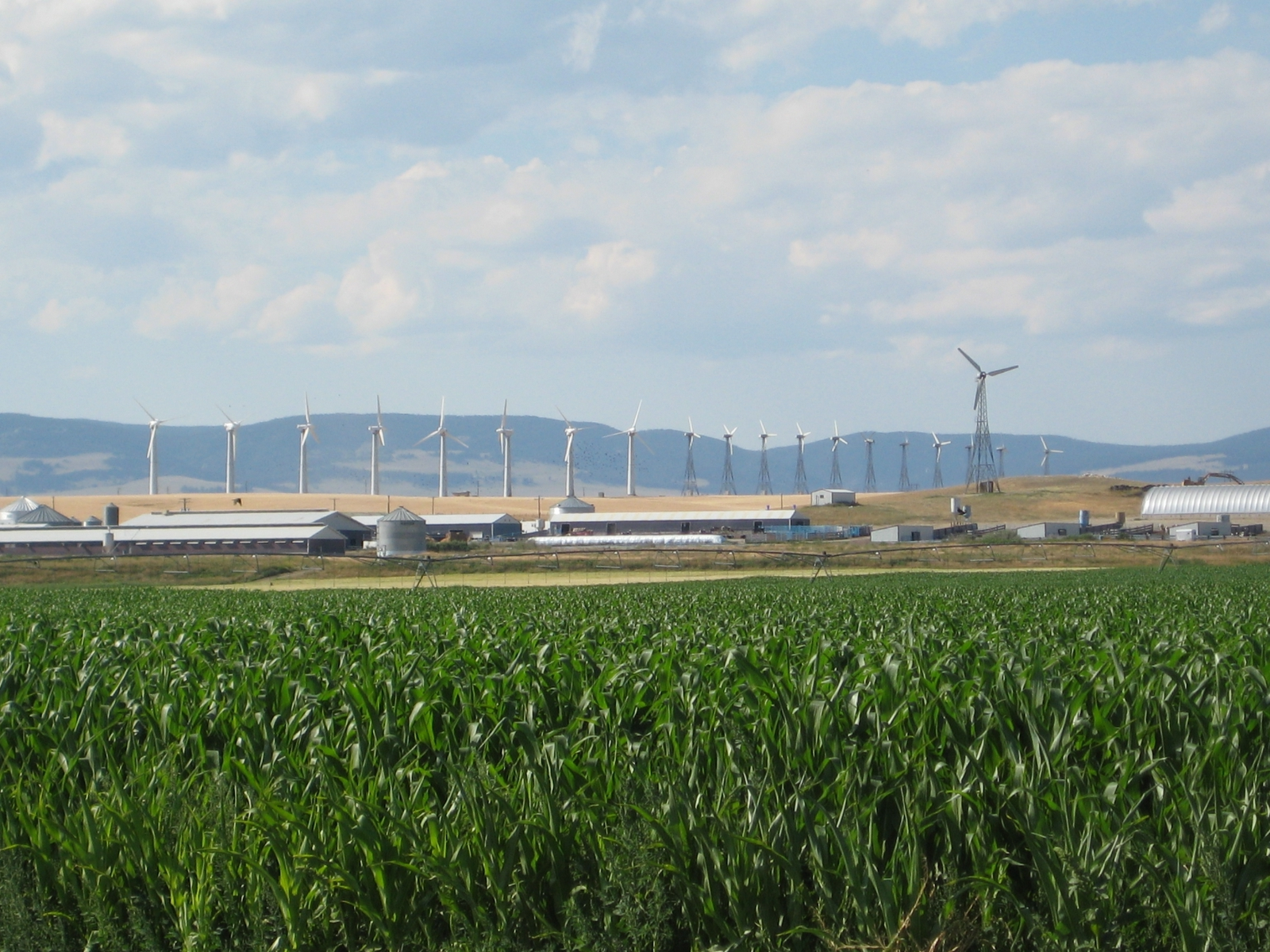
马丁斯代尔的胡特尔派聚居区

马丁斯代尔（Martinsdale）是美国蒙大拿州米格县的一个非法人社群。它曾是现已废弃的密尔沃基铁路的一个站点，现在是附近的牧牛场和农场的社群中心。它是女诗人格雷丝·斯通·科茨的故乡。